# 5-Metoksy-N,N-diallilotryptamina
5-Metoksy-N,N-diallilotryptamina (5-MeO-DALT) – organiczny związek chemiczny z grupy tryptamin, psychodeliczna substancja psychoaktywna. 5-MeO-DALT zostało otrzymane po raz pierwszy w 1998 roku. Jest więc stosunkowo nową substancją, nieprzebadaną w dużym stopniu. Dawkowanie według Alexandra Shulgina waha się w przedziale 12–20 mg. 5-MeO-DALT powoduje krótkie silne i gwałtowne doświadczenia enteogeniczne. W przeciwieństwie do innych środków tej grupy nie wywołuje żadnych efektów  wizualnych.